# CD Projekt
CD Projekt es una empresa polaca de distribución y desarrollo de videojuegos. La empresa fue fundada en mayo de 1994 por Marcin Iwinski y Michał Kiciński. La compañía se convirtió en la primera editora de Polonia en publicar software en CD y durante mucho tiempo fue la única empresa polaca especializada en la publicación de videojuegos, editando en ese país títulos de gran éxito internacional como Baldur's Gate, Icewind Dale y Planescape: Torment, traduciéndolos al polaco.
En febrero de 2002, CD Projekt fundó una nueva sección especializada en el desarrollo de juegos (del género RPG, hasta el momento), denominada CD Projekt RED STUDIO. El primer videojuego producido fue The Witcher, basado en la serie de libros escrita por Andrzej Sapkowski. También en 2002, ampliaron su negocio de distribución a República Checa y Eslovaquia.
En julio de 2008, inauguraron su servicio de distribución digital Good Old Games (actualmente renombrado a GOG.com) especializado en la venta de juegos clásicos de ordenador a escala internacional.
El 17 de mayo de 2011 CD Projekt RED STUDIOS publicó The Witcher 2: Assassins of Kings, secuela de The Witcher.
El 30 de mayo de 2012 CD Projekt anuncia un nuevo juego: Cyberpunk 2077, basado en el famoso juego de rol de mesa de los 80'. Posteriormente publican el 10 de enero un teaser en el que afirman que el juego se lanzaría cuando estuviera terminado para asegurarse de la calidad del título. Al final de ese mismo teaser insertan un pequeño mensaje en el que informan del avanzado estado de desarrollo de otro proyecto, mantenido en el más absoluto secreto hasta el momento. Días más tarde se confirma que este proyecto es The Witcher 3: Wild Hunt y se anuncia su fecha de salida en el 19 de mayo de 2015 para PC, Mac y consolas de nueva generación.
El 10 de diciembre de 2020 se estrena Cyberpunk 2077, adaptación del juego de rol Cyberpunk 2020.
La empresa cotiza en la Bolsa de Varsovia.
El 27 de junio de 2024, la empresa pagó a los inversores un dividendo de 1 PLN por acción.. El valor del dividendo fue de 99.910,51 PLN y la tasa de dividendo fue del 0,72%.